# Middleport (Ohio)
Middleport és una població dels Estats Units a l'estat d'Ohio. Segons el cens del 2000 tenia 2.525 habitants.

## Demografia
Segons el cens del 2000, Middleport tenia 2.525 habitants, 1.103 habitatges, i 659 famílies. La densitat de població era de 538,6 habitants per km².
Dels 1.103 habitatges en un 27,1% hi vivien nens de menys de 18 anys, en un 41,5% hi vivien parelles casades, en un 14% dones solteres, i en un 40,2% no eren unitats familiars. En el 35,7% dels habitatges hi vivien persones soles el 17,6% de les quals corresponia a persones de 65 anys o més que vivien soles. El nombre mitjà de persones vivint en cada habitatge era de 2,23 i el nombre mitjà de persones que vivien en cada família era de 2,89.
Per edats la població es repartia de la següent manera: un 22,9% tenia menys de 18 anys, un 9,2% entre 18 i 24, un 24,5% entre 25 i 44, un 23,3% de 45 a 60 i un 20,1% 65 anys o més.
L'edat mediana era de 40 anys. Per cada 100 dones de 18 o més anys hi havia 77,6 homes.
La renda mediana per habitatge era de 22.532 $ i la renda mediana per família de 29.349 $. Els homes tenien una renda mediana de 27.264 $ mentre que les dones 21.875 $. La renda per capita de la població era de 13.138 $. Aproximadament el 16,3% de les famílies i el 24,1% de la població estaven per davall del llindar de pobresa.

## Poblacions més properes
El següent diagrama mostra les poblacions més properes.